# 程正揆

程正揆绘《山水图》（北京故宫博物院藏）

程正揆（1604年—1676年），初名正葵，字端伯（端白），号鞠陵，别号清谿道人、青谿老人、青谿旧史，湖廣孝感（今湖北省）人，明末清初画家、书法家，政治人物。與“清初四僧”之一的髡殘并稱“二谿”，又與顧大申、方亨咸并稱為“鼎足”。

## 生平
太仆寺卿程學博曾孫。萬曆三十二年（1604年）出生。明天启四年（1624年）中举人，崇禎四年（1631年），登進士，大理寺观政，考选入翰林，授翰林院编修，累任行人司正、尚寶司卿。后因得罪辅臣而调外任。遂举家迁往南京，住秦淮河青谿之上。崇禎十五年（1642年），官为行人司正，后升尚宝司卿，直至右庶子翰林院侍读，又加司空学士经延日讲官。
明亡清兴后，改名正揆，歸附清朝，为光禄寺寺丞，后曾官至工部右侍郎。順治十一年，改光祿寺少卿、任山西鄉試考官。同年任大理寺丞。次年，改太僕寺卿、工部右侍郎。顺治十三年（1656年），受御史张自德的彈劾，下部院察议。翌年被革职，时年五十四歲。回家之后，倾力诗文书画创作。康熙十五年丙辰（1676年）卒，年七十三。平生所作诗文题跋，卒后由其子程大皋辑为《青溪遗稿》。

## 作品
程正揆的著作有《青溪遗稿》《读书偶然录》《沧州纪事》等。《青溪遗稿》是程正揆去世后，其长子程大皋将他平生所做诗文、题跋、像赞、墓志铭等文学作品搜集整理而成，共二十八卷（五册），1693年（康熙三十二年）刻板行世。

## 評價
程正揆作为画家与鉴赏家，他的绘画成就在当时画坛声誉很高。程正揆在明清时期已受到时人的肯定，周亮工《名人画册》中收有龚贤题程正揆所作山水册页上题：

今日画家以江南为盛，江南十四郡以首郡（南京）为盛。郡中著名者且数十辈，但能晚笔者奚啻千人……金陵画家能品最多，而神品、逸品，亦各有数人。然逸品則首推二溪；曰石溪、曰青溪。石溪，残道人也；青溪，程侍郎也，皆寓公。残道人粗服乱头，如王孟津书法；程侍郎冰肌玉骨，如董华亭书法。百年来，书法则王、董二公应不让；若论画艺，则今日两溪又奚肯多让乎哉。